# إريك مو
إريك مو (بالإنجليزية: Eric Moe)‏ هو ملحن أمريكي، ولد في 24 أكتوبر 1954 في درم في الولايات المتحدة.

## وصلات خارجية
- إريك مو على موقع ميوزك برينز (الإنجليزية)
- إريك مو على موقع ديسكوغز (الإنجليزية)